# Книга одиночеств
«Кни́га одино́честв» — книга Макса Фрая и Линор Горалик. Вышла в 2004 году.

## Аннотация
Одиночество — вещь болезненная и мучительная, но для думающего человека очень нужная. Поэтому необходимо научиться создавать своё одиночество, находясь в центре общественной жизни.
На самом деле у этой книги два автора, при этом каждый полагает, что автором является не он, а другой. Макс Фрай думает, что единственный настоящий текст об одиночестве написала Линор Горалик, а он просто позаботился о достойном обрамлении. Линор Горалик считает, что просто дала согласие на публикацию своего текста в чужой книге. Поэтому даже имя своё на обложку вынести не разрешила. Говорит, так нечестно. Оба по-своему правы; оба, по большому счету, ошибаются. Книга о настоящем одиночестве могла быть написана только вдвоем, только людьми бесконечно близкими и бесконечно чужими, понимающими друг друга с полуслова и не способными договориться даже о таком пустяке.

## Краткое содержание
Книга состоит из двух частей. Первая часть написана Максом Фраем и составляет почти всю книгу (по объёму). Эта часть представляет собой сборник почти не связанных между собой частей. Каждая часть посвящена какому-либо человеку и описывает связанную с ним ситуацию из жизни Макса Фрая, иллюстрируя некоторое философское утверждение.
Вторая часть написана Линор Горалик и содержит всего пару страниц. На них поэтически изложена притча об Ахиллесе и черепахе. Макс Фрай описывает эту часть так:
Хитрость была вот какая: попросить написать книгу об одиночестве Линор Горалик. Она, в отличие от меня, умеет складывать слова таким образом, что хоть волком вой, хоть ложись и умирай, потому что — немыслимо ведь жить, когда такая сладкая мука.

## Критика и отзывы
«Книга одиночеств» в соавторстве с Линор Горалик выходит из рамок фэнтези. Это лёгкая и небольшая книжечка милых историй из детства и наблюдений за людьми из серии ЖЖ-шных заметок.
— Ольга Арефьева